# سیارک ۴۹۹۷
سیارک ۴۹۹۷ (به انگلیسی: 4997 Ksana، نامگذاری:1986TM) چهار هزار و نهصد و نود و هفتمین سیارک کشف شده‌است که در ۶ اکتبر ۱۹۸۶ کشف شد.
قدر مطلق سیارک برابر ۱۱٫۹۰ است.